# Exorista fuscihirta
Exorista fuscihirta är en tvåvingeart som beskrevs av Chao och Liang 1992. Exorista fuscihirta ingår i släktet Exorista och familjen parasitflugor.
Artens utbredningsområde är Yunnan (Kina). Inga underarter finns listade i Catalogue of Life.